# Loroglossum
Loroglossum là một chi thực vật có hoa trong họ Lan.